# Saurenchelys finitimus
Saurenchelys finitimus is een straalvinnige vissensoort uit de familie van toveralen (Nettastomatidae). De wetenschappelijke naam van de soort is voor het eerst geldig gepubliceerd in 1935 door Whitley.